# خلية غير مستقرة
الخلايا غير المستقرة أو الخلايا المتقلقلة (بالإنجليزية: Labile cell)‏ هي الخلايا التي تنقسم وتتضاعف باستمرار طول حياتها. يسمح الانقسام المستمر للخلايا المتقلقلة بإنتاج خلايا جذعية جديدة لاستبدال الخلايا الوظيفية التي فُقدت من الجسم. يمكن أن تُفقَد الخلايا الوظيفية عبر النخر، وهو موتٌ مبتسرٌ للخلايا تسببه تأثيرات بيئية مثل: الأمراض أو الجروح، كما يمكن أن تكون هنالك حاجة لاستبدالها بعد أن تقوم بعملية الاستماتة وهي موت الخلية المبرمج الذي يحدث طبيعيا كجزء من نمو الكائن وتطوره.
تتجدد الخلايا المتقلقلة باستمرار عبر القيام بالانقسام المتساوي، وتصنف الخلايا حسب قدرتها على التكاثر والانقسام إلى ثلاثة أنواع: المتقلقلة والثابتة والدائمة. ويستجيب كل نوع من هذه الخلايا للجروج في الأنسجة الخاصة بها بطريقة مختلفة. الخلايا المستقرة وخلافا للخلايا المتقلقلة لا تقوم عادة بالانقسام سوى حين تحدث جروحٌ في أنسجتها، أما الخلايا الدائمة فهي غير قادرة على الانقسام بعد النضوج.
بعض الأمثلة على الخلايا المتقلقلة التي تعمل كخلايا جذعية: الخلايا الجلدية، خلايا القناة الهضمية وبعض الخلايا داخل نخاع العظام. تُظهِر الخلايا المتقلقلة فترة قصيرة جدا من طور النمو الأول ولا تدخل أبدا في طور الراحة [الإنجليزية]، لأنها تتكاثر باستمرار طوال حياتها.